# Eulalie Jensen

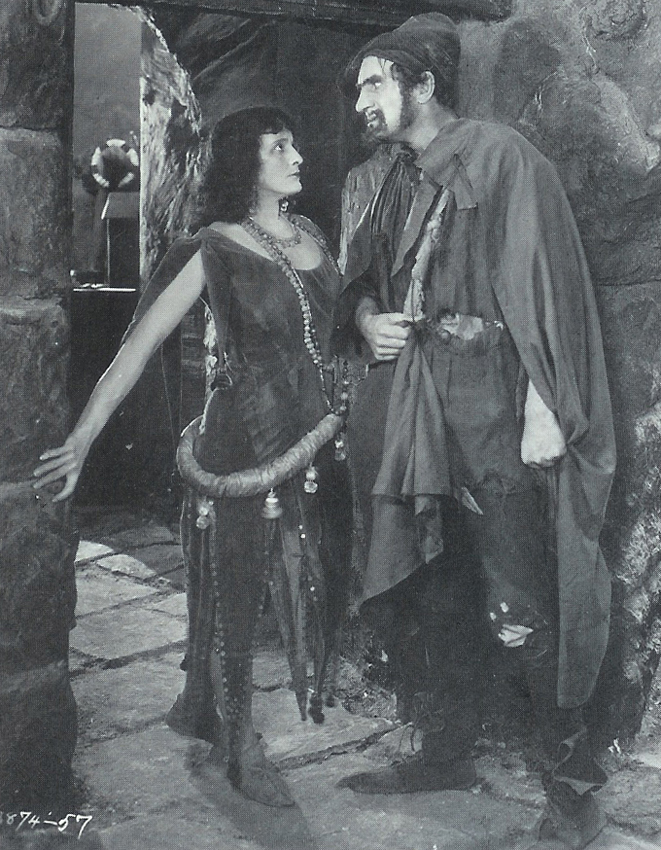
Con Ernest Torrence en Nuestra Señora de París (1923)

Eulalie Jensen (24 de diciembre de 1884 – 7 de octubre de 1952) fue una actriz teatral y cinematográfica estadounidense, cuya carrera se desarrolló principalmente en la época del cine mudo.

## Biografía
Nacida en San Luis, Misuri, fue seleccionada de entre 200 aspirantes como una de las seis extras solicitadas para un anuncio publicado en la prensa neoyorquina por la afamada actriz Sarah Bernhardt, que en aquel momento visitaba Nueva York. En la época, Jensen era una completa desconocida, pero esa selección supuso el comienzo de su carrera cinematográfica. Con anterioridad, diferentes años de experiencia teatral capacitaron a Jensen como actriz. Entre sus actuaciones teatrales, figura en 1911 un papel en The Million, en el 39th St. Theatre, producción llevada también a escena en New Haven, Connecticut, en el Hyperion Theatre. 
En 1912, Jensen se dirigió a los administradores de la Exposición Universal de San Francisco (1915) solicitando ser candidata para ser el modelo del futuro Spirit of the Golden Gate. El evento debía celebrarse en San Francisco (California) en 1915. Ella ya había sido seleccionada como modelo para crear el diseño decorativo de la exposición de San  Luis (Misuri) en 1904. 
Jensen inició su carrera en el cine rodando ocho filmes en 1914, siendo algunos de ellos Eve's Daughter, Maria's Sacrifice, The Moonstones of Fez, My Official Wife, y Romantic Josie. Otras de sus cintas destacadas fueron The Goddess (1915), rodada en el Viejo estudio de Vitagraph en Nueva York, The Spark Divine (1919) y The Passion Flower (1921), producción en la que actuó con Norma Talmadge.
La actriz se hizo famosa por sus intensas interpretaciones. Entre sus muchos papeles, fue una trabajadora del Ejército de Salvación y una mujer pájaro. Este último papel fue uno de los destacados del reparto de Freckles (1928), adaptación de la novela de Gene Stratton-Porter. La carrera de Jensen continuó ya iniciada la época del cine sonoro, y sus últimas películas fueron A Lost Lady (1934) y Society Doctor (1935).
Eulalie Jensen falleció en 1952 en Los Ángeles, California, a los 67 años de edad.

## Selección de su filmografía
- 1914 : The Moonstone of Fez, de Maurice Costello y Robert Gaillard
- 1914 : The Song of the Ghetto, de William Humphrey
- 1914 : My Official Wife, de James Young
- 1914 : Out of the Past, de Lionel Belmore
- 1914 : St. Elmo, de J. Gordon Edwards
- 1914 : The Locked Door, de Tefft Johnson
- 1915 : The Goddess, de Ralph Ince
- 1915 : West Wind, de Lionel Belmore
- 1915 : The Making Over of Geoffrey Manning, de Harry Davenport
- 1916 : From Out of the Past, de William Humphrey
- 1916 : The Tarantula, de George D. Baker
- 1916 : Britton of the Seventh, de Lionel Belmore
- 1916 : For a Woman's Fair Name, de Harry Davenport
- 1917 : Mary Jane's Pa, de Charles Brabin y William P. S. Earle
- 1918 : The Blind Adventure, de Wesley Ruggles
- 1918 : Tangled Lives, de Paul Scardon
- 1918 : The Triumph of the Weak, de Tom Terriss
- 1918 : Wild Primrose, de Frederick A. Thomson
- 1918 : The Desired Woman, de Paul Scardon
- 1919 : The Girl Problem, de Kenneth S. Webb
- 1919 : Beating the Odds, de Paul Scardon
- 1919 : A Temperamental Wife, de David Kirkland
- 1919 : Thin Ice, de Thomas R. Mills
- 1919 : The Cinema Murder, de George D. Baker
- 1919 : The Spark Divine, de Tom Terriss
- 1920 : The House of the Tolling Bell, de James Stuart Blackton
- 1921 : The Iron Trail, de Roy William Neill
- 1921 : The Crimson Cross, de George Everett
- 1921 : The Passion Flower, de Herbert Brenon
- 1922 : Rags to Riches, de Wallace Worsley
- 1922 : Any Wife, de Herbert Brenon
- 1923 : Slave of Desire, de George D. Baker
- 1923 : Haunted Valley, de George Marshall
- 1923 : Nuestra Señora de París, de Wallace Worsley
- 1923 : The Woman with Four Faces, de Herbert Brenon
- 1924 : Being Respectable, de Phil Rosen
- 1924 : Wine of Youth, de King Vidor
- 1924 : The Yankee Consul, de James W. Horne
- 1925 : Charley's Aunt, de Scott Sidney
- 1925 : The Scarlet Honeymoon, de Alan Hale
- 1925 : The Circle, de Frank Borzage
- 1925 : The Thundering Herd, de William K. Howard
- 1925 : The Happy Warrior, de James Stuart Blackton
- 1925 : Havoc, de Rowland V. Lee
- 1925 : Ranger of the Big Pines, de W. S. Van Dyke
- 1926 : The Sap, de Erle C. Kenton
- 1926 : Fig Leaves, de Howard Hawks
- 1926 : Ladie, de James Leo Meehan
- 1926 : Volcano, de William K. Howard
- 1927 : Uncle Tom's Cabin, de Harry A. Pollard
- 1927 : A Kiss In A Taxi, de Clarence G. Badger
- 1928 : Mother Machree, de John Ford
- 1928 : Freckles, de James Leo Meehan
- 1928 : The Little Shepherd of Kingdom Come, de Alfred Santell
- 1929 : She Goes to War, de Henry King
- 1929 : Strong Boy, de John Ford
- 1930 : The Eyes of the World, de Henry King
- 1931 : Up Pops the Devil, de A. Edward Sutherland
- 1931 : Never the Twain Shall Meet, de W. S. Van Dyke
- 1931 : Confessions of a Co-Ed, de David Burton y Dudley Murphy
- 1932 : So Big!, de William A. Wellman
- 1932 : Miss Pinkerton, de Lloyd Bacon
- 1932 : Hat Check Girl, de Sidney Lanfield
- 1934 : A Lost Lady, de Alfred E. Green y Phil Rosen
- 1935 : Society Doctor, de George B. Seitz